# 1. FC Amberg
Der 1. FC Amberg war ein Sportverein aus Amberg in der Oberpfalz. Die erste Fußballmannschaft spielte 25 Jahre in der höchsten bayerischen Amateurliga.

## Geschichte
Der Verein wurde am 6. April 1921 als Amberger FV gegründet und änderte am 17. Januar 1939 den Vereinsnamen in VfL Amberg. Dieser wurde mit dem Ende des Zweiten Weltkriegs aufgelöst und am 9. November 1945 als TuS Amberg neu gegründet. In diesem Verein floss auch der 1861 gegründete TV Amberg ein. Am 15. Juli 1949 kam es zur Spaltung des Vereins in den 1. FC Amberg und den TV Amberg.
Nachdem der 1. FC 1950 bereits oberpfälzischer Meister geworden war, gelang ein Jahr später der Aufstieg in die Bayernliga. Dort wurden die Amberger auf Anhieb Meister und erreichten die Aufstiegsrunde zur II. Division Süd. Dort benötigte die Mannschaft im letzten Spiel nur einen Punkt beim abgeschlagenen Olympia Lampertheim, verlor jedoch mit 2:8. Union Böckingen zog an Punkten gleich, so dass ein Entscheidungsspiel nötig wurde. Dies gewann Böckingen im neutralen Würzburg mit 3:2. Es folgten mehrere Jahre zwischen Titel- und Abstiegskampf, ehe die Amberger 1963 aus der Bayernliga absteigen mussten. Drei Jahre später folgte der Abstieg in die Bezirksliga, dem der direkte Wiederaufstieg folgte.
1973 erhielt der Verein mit dem Stadion am Schanzl eine moderne Spielstätte. Der Rundbau wurde geplant vom Architekturbüro Gräf. Zwei Jahre später gelang unter Trainer Bernd Oles der Wiederaufstieg in die Bayernliga. Dort etablierten sich die Amberger als Spitzenverein und erreichten 1977 Platz drei und zwei Jahre später die Vizemeisterschaft mit einem Punkt Rückstand auf den ESV Ingolstadt-Ringsee. In den frühen 1980er Jahren konnte die Mannschaft nicht mehr an diese Erfolge anknüpfen und 1982 stieg der 1. FC aus der Bayernliga ab. Der direkte Wiederaufstieg wurde nach einer 0:1-Niederlage gegen den FC Memmingen in der Bayernliga-Relegation verpasst. 1986 gelang unter Trainer Aki Schmidt der Aufstieg ins bayerische Oberhaus, das bis 1991 gehalten werden konnte.
Der dritte Aufstieg in die Bayernliga gelang 1994. Wegen der Einführung der Regionalliga konnten die Amberger als Vizemeister aufsteigen. Die Mannschaft erreichte durch den 15. Tabellenplatz rein sportlich die Relegationsrunde um den Verbleib in der Bayernliga, jedoch musste der Vorstand wegen Schulden in Höhe von 1,7 Millionen Mark Insolvenz beantragen. Dies führte zum Zwangsabstieg und dazu, dass der FC Enikon Augsburg den Relegationsplatz einnahm. Am 3. August 1995 wurde der 1. FC Amberg aufgelöst. Die Mitglieder traten daraufhin dem TV 1861 Amberg bei, dessen Fußballabteilung 1997 als FC Amberg eigenständig wurde.

## Persönlichkeiten
| - Alexander Bugera - Hans Dotzler - Daniel Ernemann - Karel Finek - Andreas Gaber - Winfried Geier | - Ferdinand Glaser - Paul Hesselbach - Miroslav Koubek - Markus Lotter - Jan Majkowski - Peter Meßmann - Rudolf Meßmann | - Rudolf Netzel - Bernd Oles - Rainer Rauffmann - Stefan Reisch - Timo Rost - Uwe Scherr | - Aki Schmidt - Roland Seitz - Werner Seubert - Mamam Cherif Touré - Norbert Wagner - Peter Zeiler |